# Ungarischer Werkbund
Der Ungarische Werkbund (ungarisch Magyar Műhely-Szövetség) hatte nach dem Vorbild des Deutschen Werkbunds (DWB) die Veredelung der Industriearbeit durch die Mitwirkung der Kunst, der Industrie, des Handwerks, mit dem Instrument der Bildung, der Propaganda und der gemeinsamen Arbeit zum Ziel.

## Geschichte
Der Ungarische Werkbund wurde zweimal, 1913 und 1932, gegründet. Die erste Organisation hieß Magyar Művészi Munka (Ungarische Kunstarbeit), die zweite Magyar Műhely Szövetség (Ungarischer Werkstattbund); beide übersetzten ihren Namen mit Ungarischer Werkbund.
Die erste Gründung am 23. Juli 1913 in Budapest erfolgte durch Ödön Lechner, Lajos Kozma, József Vágó, Zsigmond Jónás, Ede Földes, Béla Málnai, Mihály Schreiber, Vilmos Fémes Beck, Béla Lajta und Béla Jánszky. Nach dem Ende der Ungarischen Räterepublik 1919 emigrierten große Teile der ungarischen Avantgarde und gingen vielfach nach Wien oder ans Bauhaus.

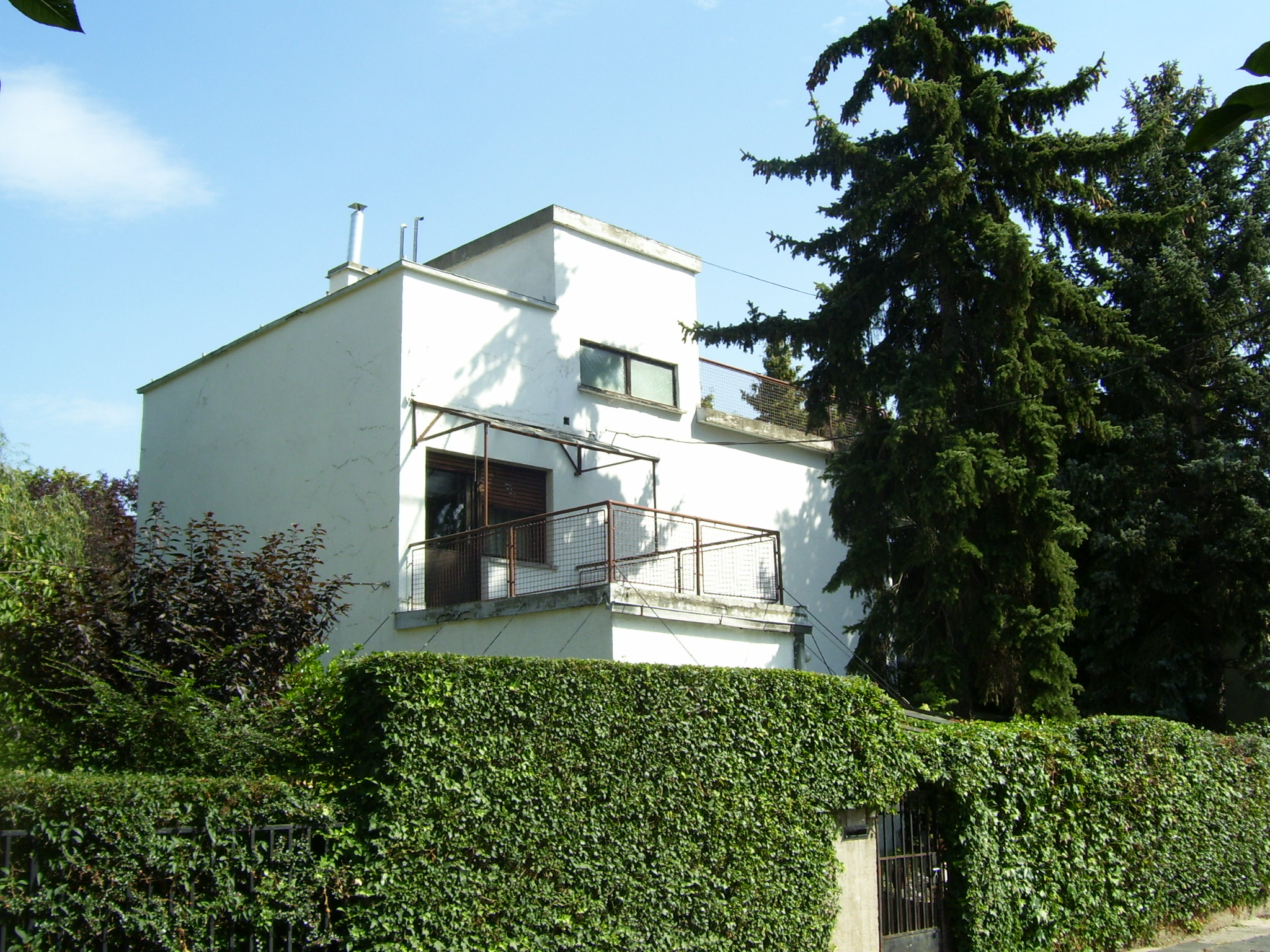
Haus in der Napraforgó-utca-Wohnsiedlung

Erst nach 1925 änderten sich die Verhältnisse. 1931 entstand in Budapest nach dem Muster der Werkbundsiedlungen die Wohnsiedlung Napraforgó utca. Im April 1932 wurde Magyar Műhely Szövetség (Ungarischer Werkstattbund) gegründet und Kornél Tolnay, Präsident des Landesverbands für Industrie, zum Vorsitzenden gewählt. In Geschäften und Warenhäusern wurden Ausstellungen organisiert, es wurden Vorträge über die Zielsetzungen des Werkbunds gehalten und der Ungarische Werkbund veröffentlichte eigene Publikationen; das erste Heft über die Arbeiten von Farkas Molnár erschien 1933 mit Vorworten von László Moholy-Nagy und Walter Gropius.
Im Schatten des Zweiten Weltkriegs erlosch der Ungarische Werkbund.